# アユン川

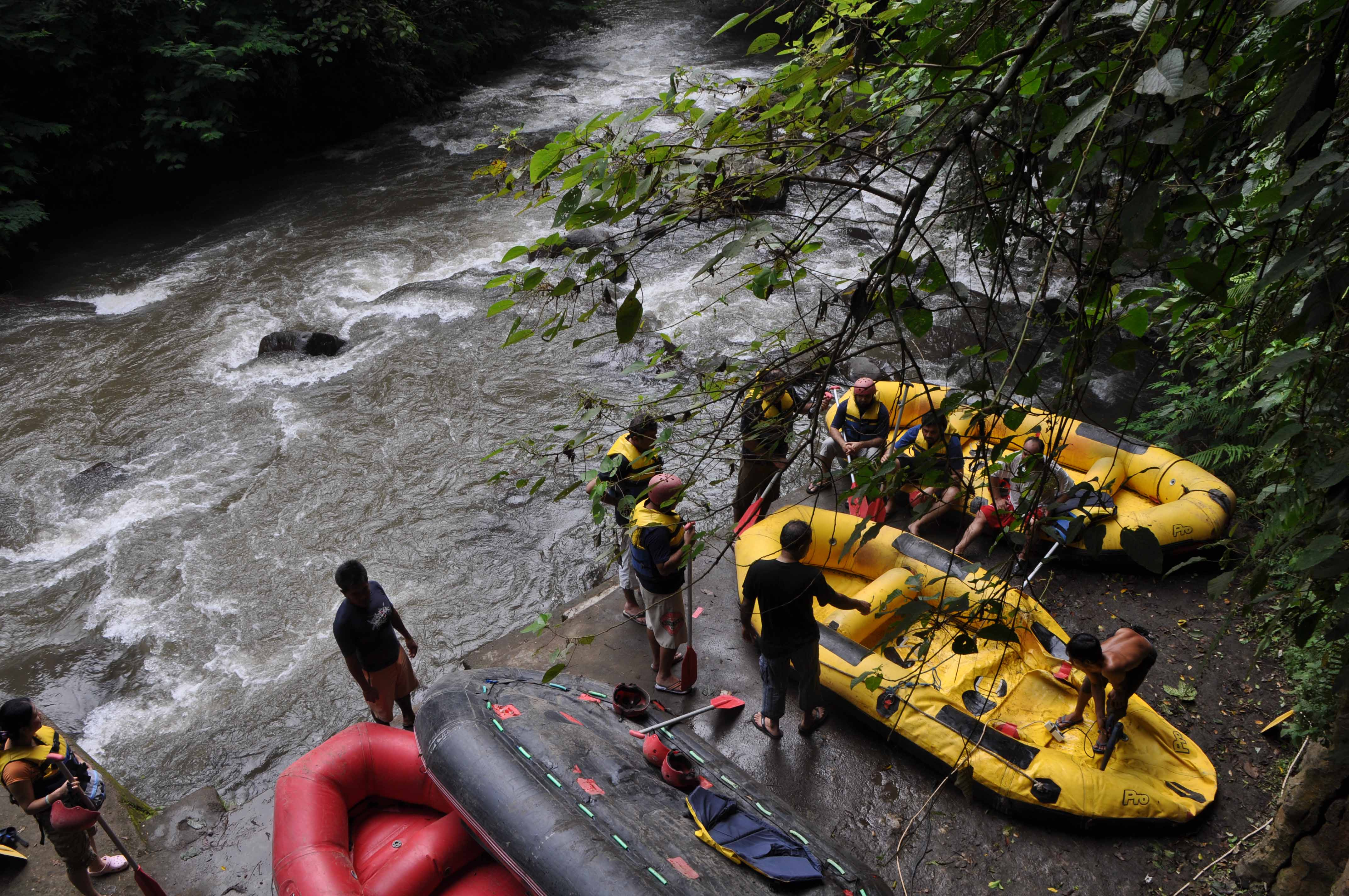
アユン川ラフティングの準備

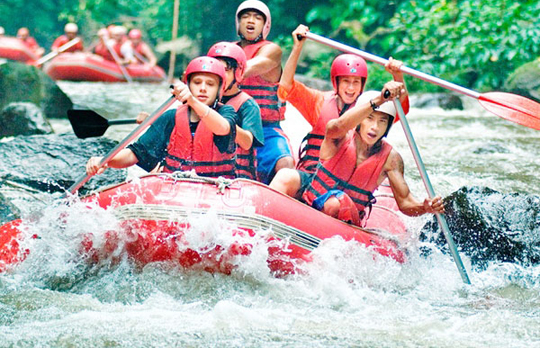
アユン川の急流をラフティング

アユン川（アユンがわ、英語: Ayung River）は、インドネシア・バリ島にある川で、島の北部山地から出て、南から南東へと流れて、サヌール付近でインド洋の海峡へ注ぐ。

## 概要
アユン川は、キンタマーニ高原などがあるバリ島北部山地に発して、南へさらに南東へ 68.5 km 流れて、島の東部海岸のサヌールでロンボク海峡（インド洋）へ注ぐ。途中、ウブド村も通過し、おもな三支流があり、 パヤンガン（Payangan）で合流する。

## 川の利用
アユン川の主な用途は流域の農業で、風光明媚な景色は主に上流で、特にペタンからカランサリにかけて見られ、人為的な影響はほとんどない。挑戦的な急流が多くあり、この川をラフティングに適した場所にしている。

## 参照項目
- バリ島内陸部の観光